# Adalbert Wietek

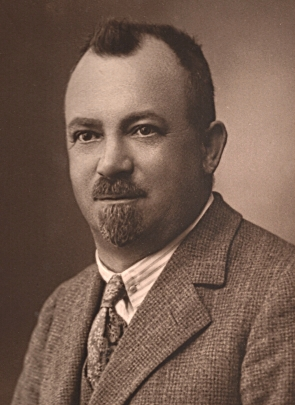
Adalbert Wietek 1925

Adalbert Wietek (* 12. November 1876 in Schlaney, Landkreis Glatz, Provinz Schlesien; † 28. November 1933 in Kufstein, Tirol) war ein deutscher Architekt, der in München und Kaiserslautern sowie in Süd- und Nordtirol tätig war. Mehrere seiner Gebäude stehen unter Denkmalschutz.

## Leben

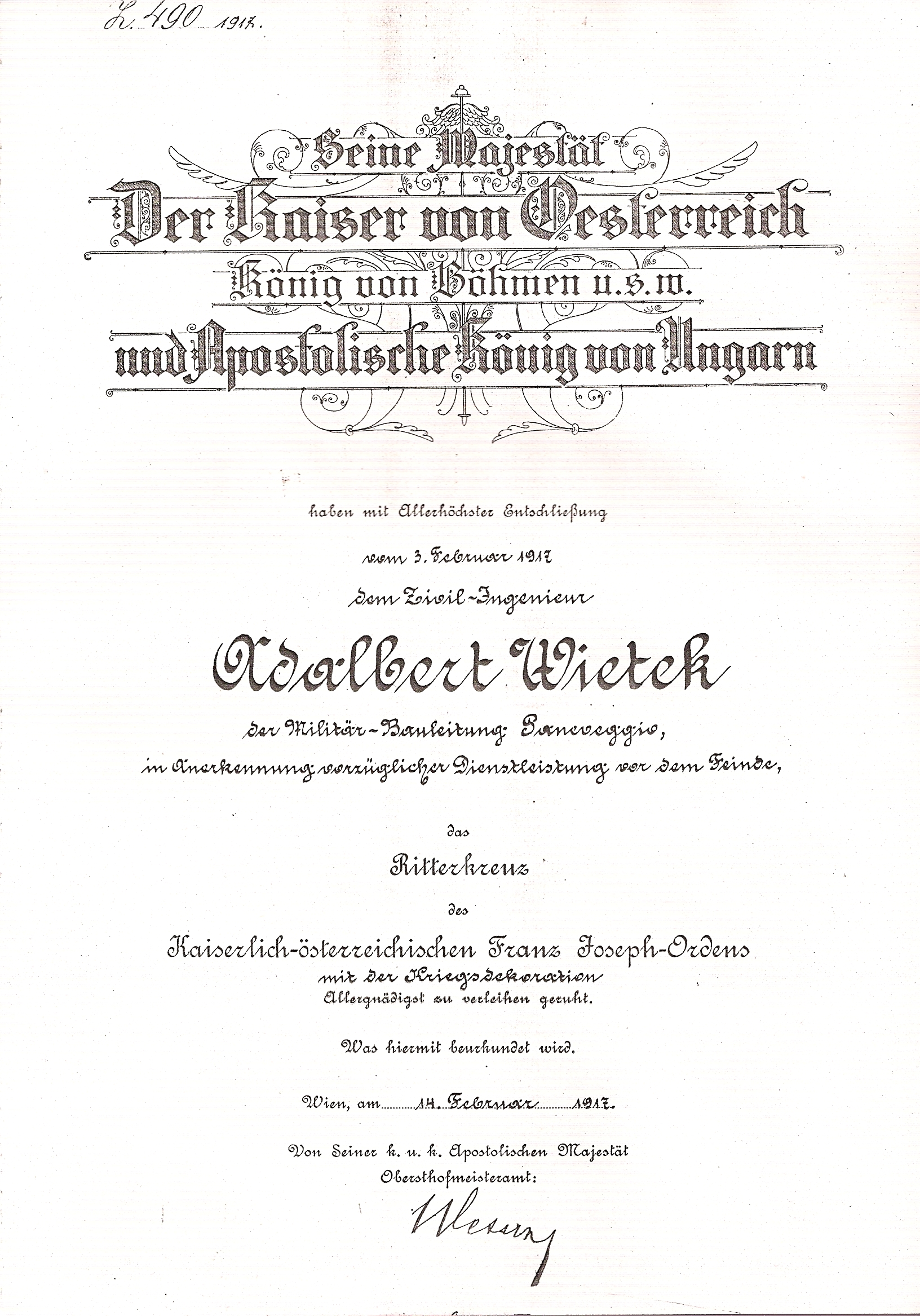
Ritterkreuz des kaiserlich österreichischen Franz Josefs Ordens

Adalbert Wietek war der Sohn des Tischlermeisters Josef Wietek (1852–1931) und der Maria, geborene Elsner (1851–1881). Nach dem Besuch der Volksschule in Schlaney begann er eine Tischlerlehre bei seinem Vater, die er ab 1892 in den Werkstätten seines Onkels, des Münchner Architekten Joseph Elsner, fortsetzte. Gleichzeitig besuchte er Tagesklassen im kunstgewerblichen Fachzeichnen. Nach der Gesellenprüfung 1895 arbeitete er zunächst im Elsner'schen Architekturbüro und den zugehörigen Werkstätten. Daneben bildete er sich in Abend- und Sonntagsklassen an der Gewerblichen Fortbildungsschule weiter. Ab 1896 war er zwei Jahre als Zeichner im Atelier der Firma te Poel und Stoltefus in Gravenhage in Holland tätig. Anschließend besuchte er ein Jahr die Bauklassen der Städtischen Gewerbeschule in München und war danach bis zum 1. Dezember 1899 im Atelier des Münchner Architekten Max Ostenrieder beschäftigt.
1899 bis 1906 war Adalbert Wietek bei der Münchner Baufirma Heilmann & Littmann tätig, wo ihm die Planung kleinerer Einheiten sowie die Bauaufsicht größerer Bauobjekte, u. a. des Prinzregententheaters und der Münchner Kammerspiele, übertragen wurde. Bis 1901 besuchte er nebenberuflich die baugewerbliche Abteilung der Städtischen Gewerbeschule, die ihm für seine hervorragenden Leistungen 1899 und 1901 Schulprämien verlieh. 1908 gründete er zusammen mit dem Baumeister Christian Hocke in Kaiserslautern ein Architekturbüro, das er bis 1913 leitete. Anschließend war er in Meran bei den Firmen Hofele sowie Delugan & Söhne als Chefarchitekt und Bauleiter tätig. Während des Ersten Weltkriegs wurde er ab 1916 zwei Jahre als Zivilingenieur der Militärbauleitung der Fleimstalbahn zugeordnet. Für diesen Einsatz erhielt er das Ritterkreuz des kaiserlichen Franz-Joseph-Ordens mit der Kriegsdekoration.

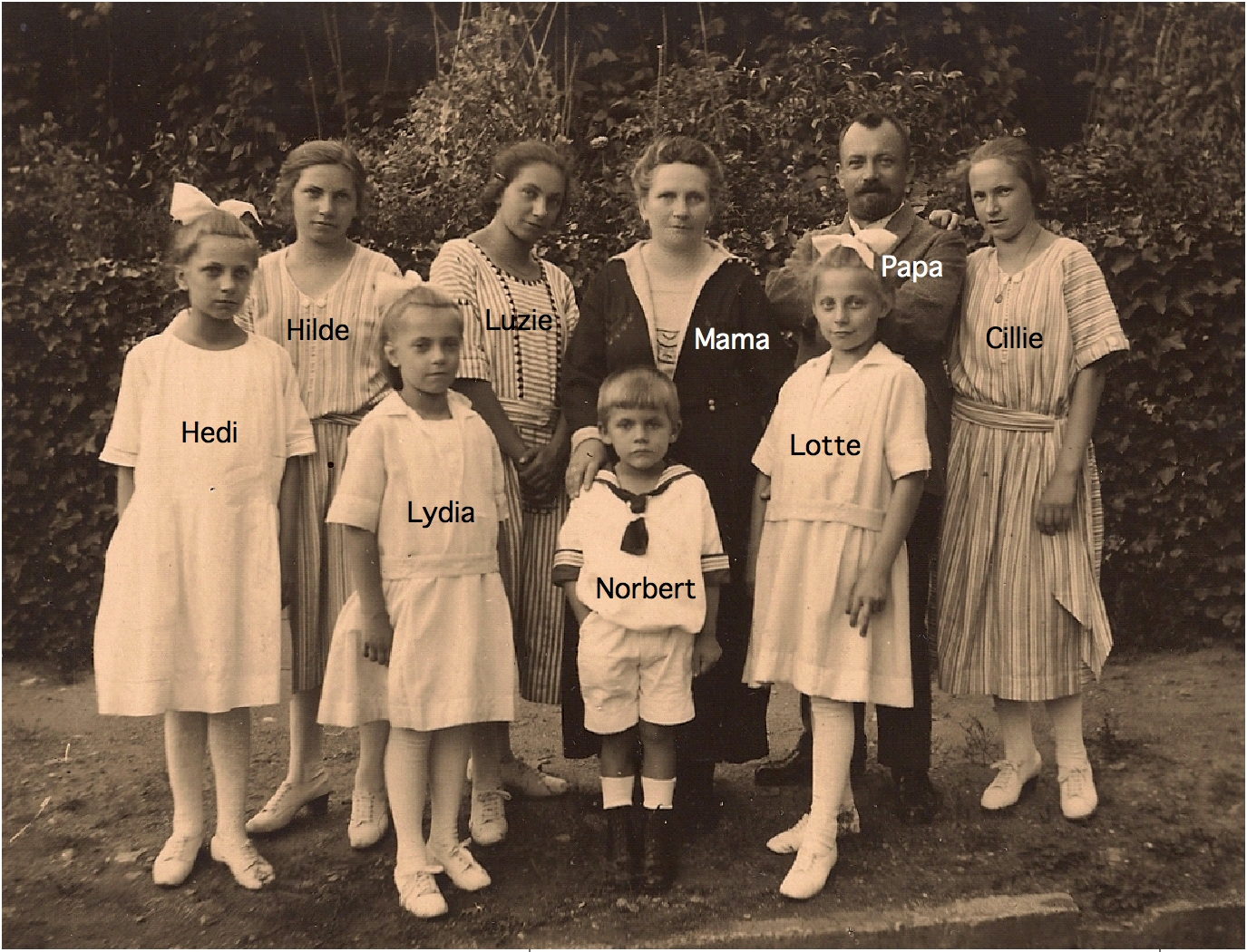
Familie Wietek 1924

Nach Kriegsende machte er sich mit einem Architekturbüro in Meran selbständig, wo er u. a. Kirchenbauten und Denkmäler projektierte und Burgen restaurierte. Wegen der schwierigen politischen und wirtschaftlichen Verhältnisse nach dem Übergang Südtirols an Italien siedelte er 1929 nach Kufstein in Nordtirol über, wo er wiederum als selbständiger Architekt wirkte und überwiegend Wohnhäuser entwarf. Dort starb er am 28. November 1933 nach einem Verkehrsunfall. Sein letztes Werk war die Kirche in Gomagoi in der Gemeinde Stilfs, die am 15. November 1933 eingeweiht wurde.
Adalbert Wietek war Mitglied im Münchner Architekten- und Ingenieur-Verein (MAIV). Mit seinem Architekturbüro war er Mitglied bei der Ingenieur- und Architektenkammer für Tirol.
Seit 1904 war er mit Charlotte Hocke (1878–1947) aus Kaiserslautern verheiratet, mit der er sechs Töchter und einen Sohn hatte.

## Projekte

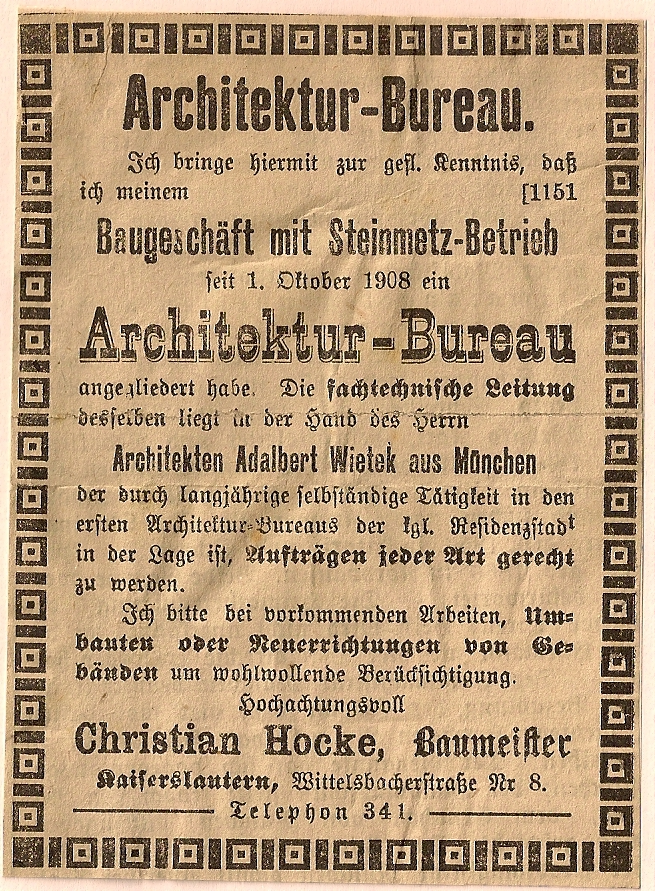
Büroeröffnung in Kaiserslautern

Seine selbständige Tätigkeit begann 1908 in Kaiserslautern, wo er das Architekturbüro seines Schwagers Baumeister Christian Hocke leitete.

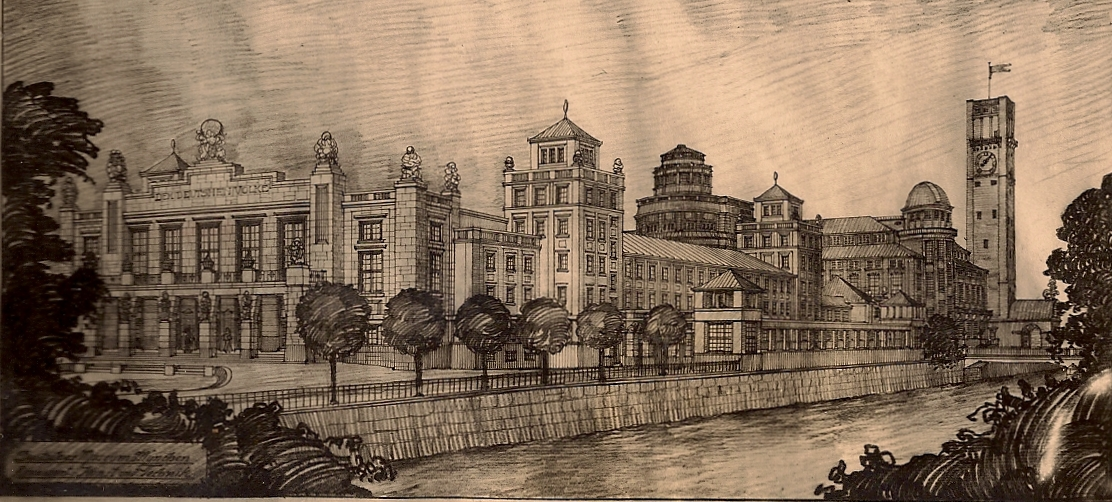
Deutsches Museum in München, zweiter Preis 1920

Da nur wenige öffentlich zugängliche Unterlagen über den Architekten Adalbert Wietek vorhanden sind, werden hier aus dem Privatbesitz seiner Nachkommen einige Projekte aufgezeigt, die sein Wirken und seinen architektonischen Stil charakterisieren.
Beim 1920 durchgeführten Wettbewerb um einen Erweiterungsbau für das Deutsche Museum in München wurde der Entwurf von Adalbert Wietek mit dem zweiten Platz ausgezeichnet.

### Kirchenbauten
Von den zahlreichen Kirchen, die von Adalbert Wietek nach dem Ersten Weltkrieg geplant wurden, konnten wegen der wirtschaftlichen schwierigen Lage nicht alle realisiert werden.
- Bereits während der Militärzeit bei der Fleimstalbahn entwarf er den Plan für eine Kirche, die vermutlich an der Strecke der Fleimstalbahn gebaut werden sollte.
- Beim 1919 ausgeschriebenen Wettbewerb für die Friedens- und Heldenkirche in Innsbruck-Wilten wurde das Projekt „Torbogen“ von Adalbert Wietek ausgewählt und zur Ausführung in Aussicht genommen, scheiterte jedoch an der Finanzierung.
- Beim 1921 durchgeführten Wettbewerb für den Neubau einer Kirche in Oberau wurden zwei dritte Plätze vergeben, mit denen Clemens Holzmeister für das Projekt „Regina coeli“ und Adalbert Wietek für das Projekt „Kirchtag“ ausgezeichnet wurden.[5]
- Restaurierung der zur Ruine abgebrannten Kirche St. Anna in Karthaus im Schnalstal, 1926[6]; unter Denkmalschutz[7]
- Pfarrkirche St. Sebastian und St. Nikolaus in Tscherms:[8] Planung 1928, Ausführung 1929.[9]
- Kirche in Hard: Planung und Entwurf 1928, jedoch keine Ausführung.
- Kirche in Gomagoi am Stilfser Joch: Planung 1922, Ausführung 1933.

- Friedens- und Heldenkirche in Wilten 1919, nicht ausgeführt
- Kirche Oberau bei Bozen, mit 3. Preis ausgezeichnet

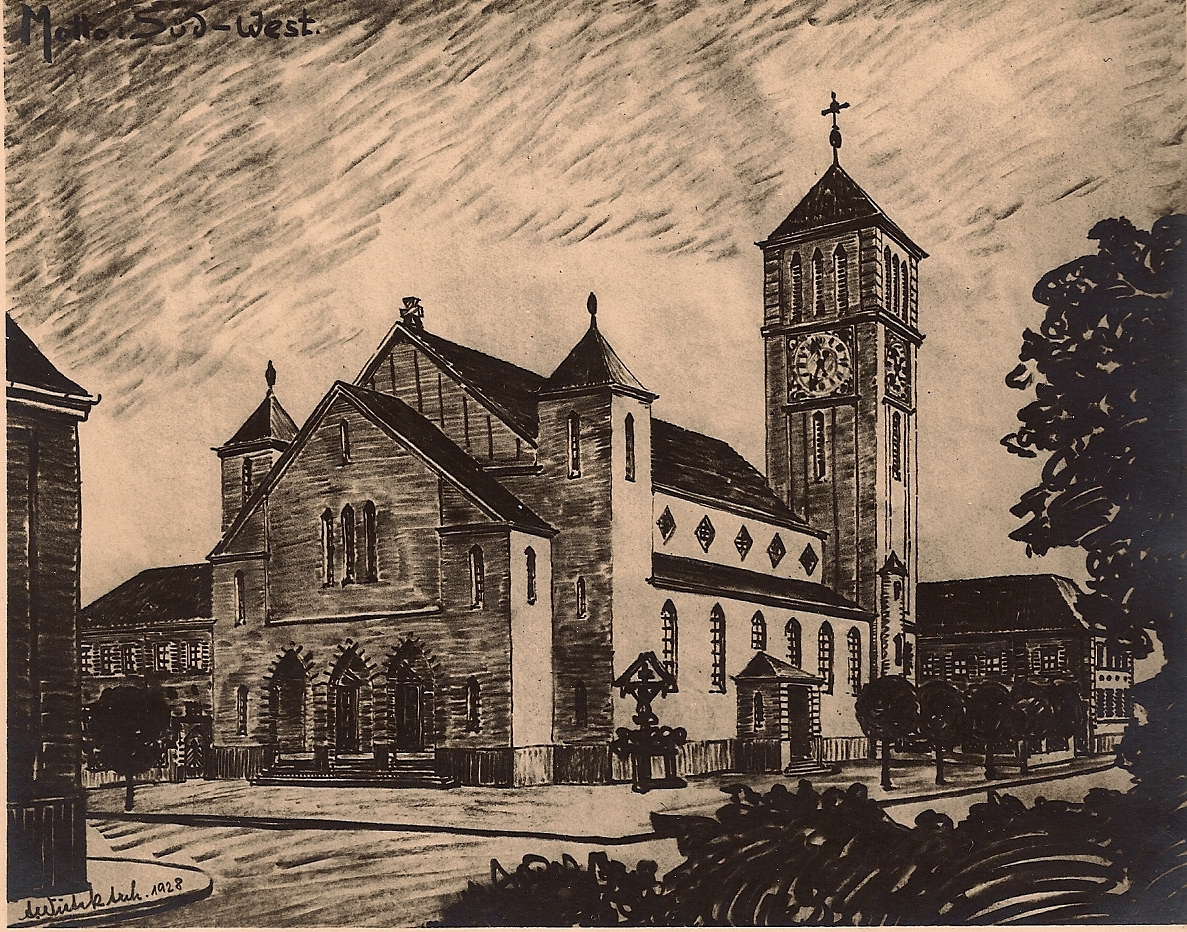
Kirche in Gomagoi, gezeichnet 1922
- Kirche in Gomagoi, Winter 1935–36
- Kirche in Hard, gezeichnet 1928
- Kirche in Tscherms Grundriss
- Kirche in Tscherms Frontansicht
- Kirche in Tscherms Seitenansicht

### Denkmäler
Nach dem Ersten Weltkrieg entwarf Adalbert Wietek mehrere Kriegerdenkmäler.
- Kriegerdenkmal in Tscherms 1920[10]
- Kriegerdenkmal in Kuens 1921[11][12]
- Kriegerdenkmal bei St. Severin in Völlan 1921[13]
- Kriegerdenkmal in Schlanders[14]
- Kriegerdenkmal in Nals[15]

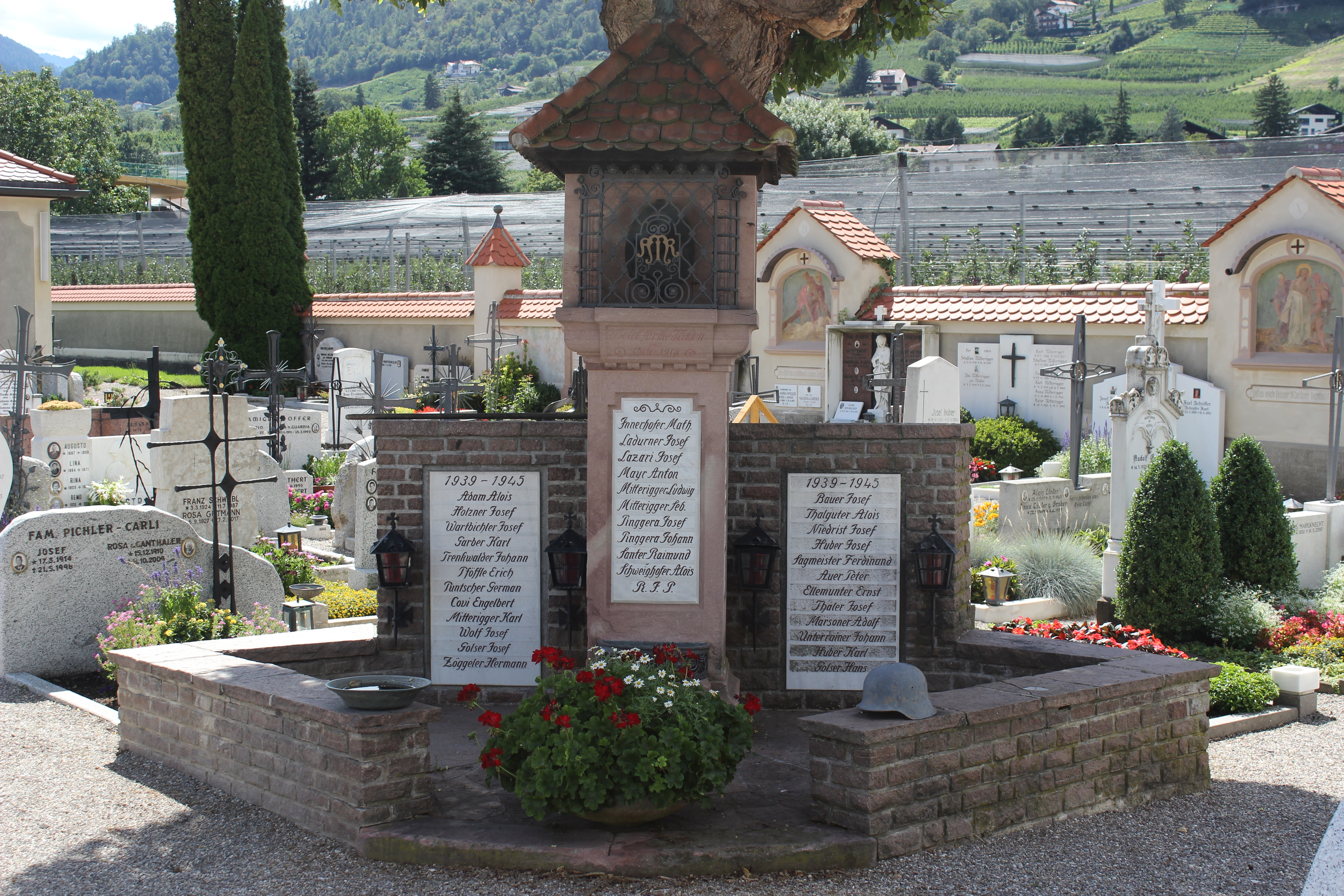
Kriegerdenkmal in Tscherms 1920er Jahre
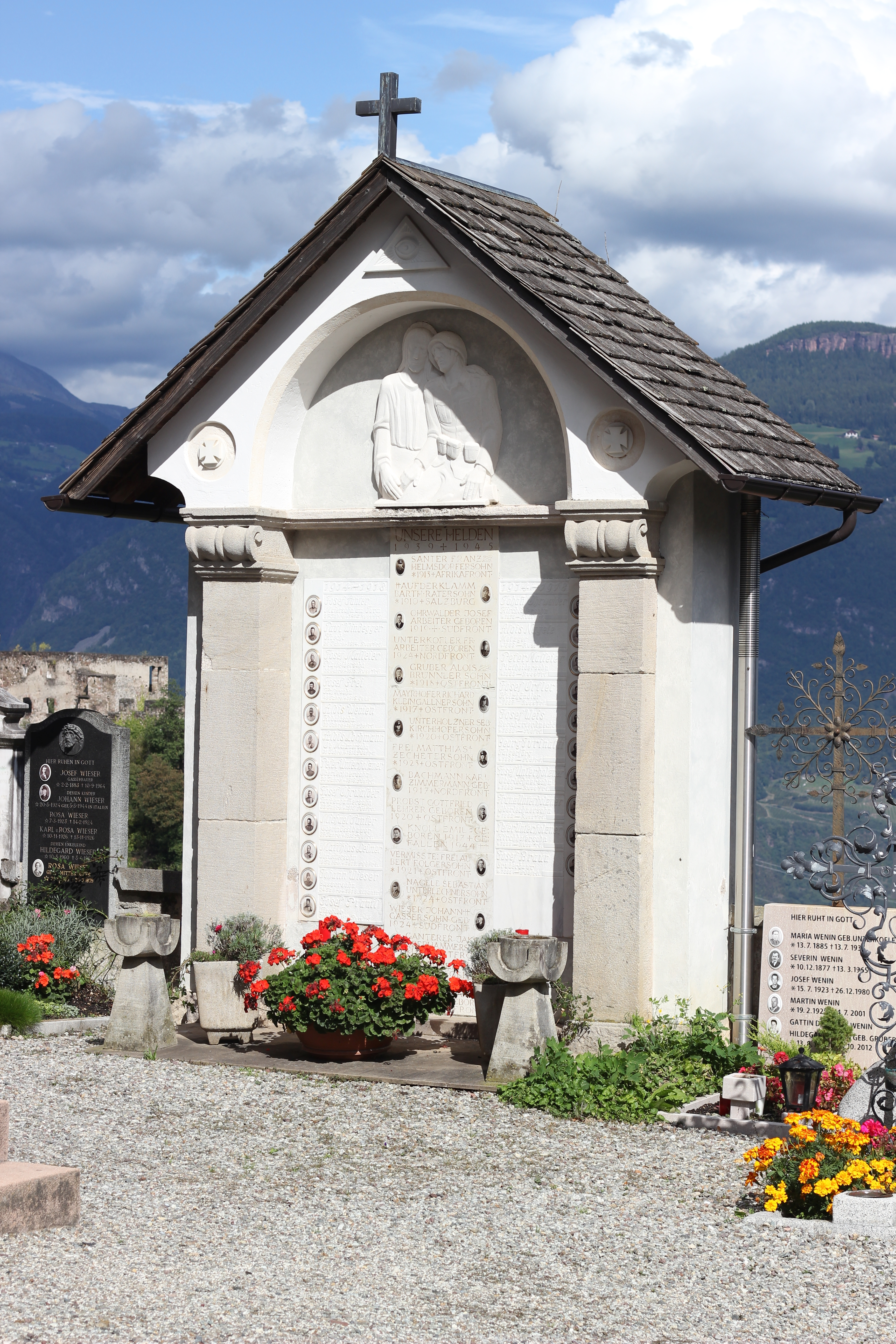
Kriegerdenkmal in Tscherms 2017
- Kriegerdenkmal in Völlan
- Kriegerdenkmal in Nals
- Kriegerdenkmal in Schlanders

### Profanbauten
- Ab 1920 wurde die Burgruine von Schloss Juval wiederhergestellt. Der damalige Besitzer William Rowland beauftragte Adalbert Wietek mit der Planung und Bauleitung aller Maßnahmen.
- 1921: Umbau des ehemaligen Hausmannhauses (vorher Meraner Klarissenkloster) zur Gewerblichen Spar- und Vorschusskasse.[16] Das Gebäude wurde unter Denkmalschutz gestellt.[17]

- Einer der Entwürfe für das Sparkassengebäude in Meran
- Gebäude vor Baubeginn
- Gebäude nach Bauvollendung
- Kassenraum
- Besprechungsraum
- Kassenraum 2
- Arbeitsraum

- 1923/24: Vereinsheim der Pfarrei Untermais bei Meran.[18] Das Gebäude wurde 2002 unter Denkmalschutz gestellt.[19]
- Im Auftrag des damaligen Besitzers von Schloss Dornsberg wurden 1927 die irisch-keltische Decke im Bergfried (Kapelle) und die August Oswald Kemenate der Burg Hochnaturns durch Adalbert Wietek erneuert bzw. rekonstruiert. Wietek schrieb über seinen Baubefund in Der Schlern vom Juli 1931 den Artikel „Eine eigenartige Schachtanlage in der Burg Hochnaturns“.[20]
- In Kufstein plante er das katholische Gesellenhaus. Es wurde 1930 vollendet.[21]
- Nachdem im Juli 1933 das Passionsspielhaus Erl abgebrannt war,[22] reichte Adalbert Wietek Entwürfe für ein neues Passionsspielhaus ein, starb jedoch im November d. J.

### Wohnhäuser
- In der Zeit nach 1930 in Kufstein projektierte Adalbert Wietek überwiegend Wohnbauten, wobei hier nur einige dargestellt sind.

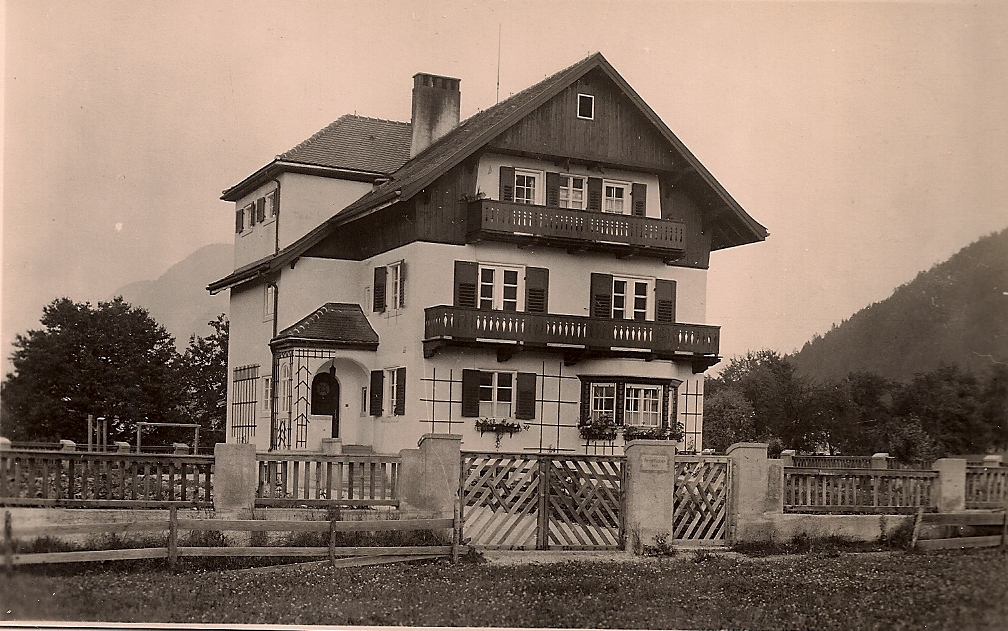
Wohnhaus Federer Wörgl
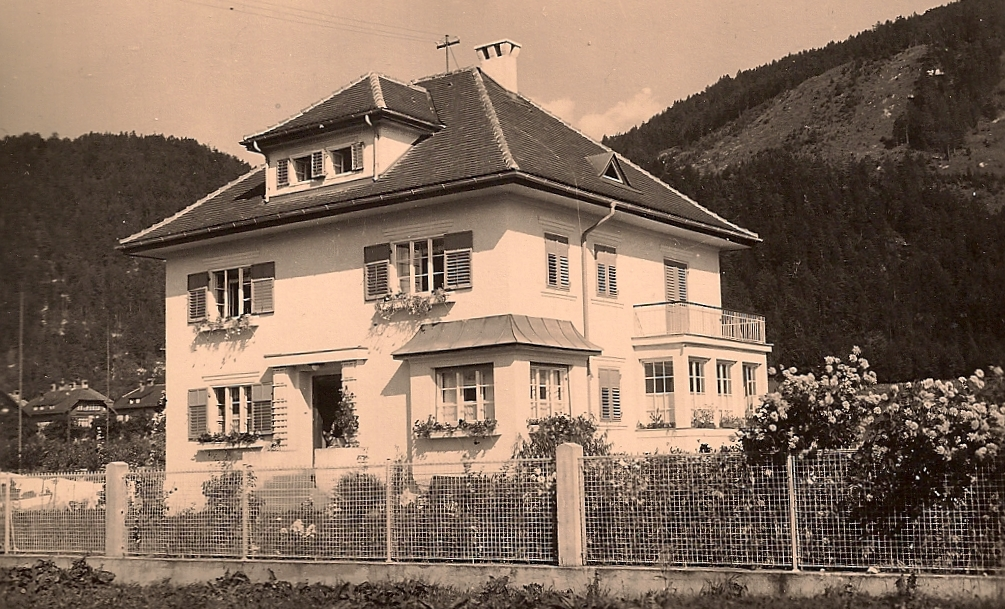
Wohnhaus Oberhollenzer Kufstein
Wohnhaus Pitsch Kufstein
- Wohnhaus Santer Kufstein